# Vexillum antonellii
Vexillum antonellii is een slakkensoort uit de familie van de Costellariidae. De wetenschappelijke naam van de soort is voor het eerst geldig gepubliceerd in 1860 door Dohrn.